# Borstenhörnchen
Die Borstenhörnchen (Xerini) sind eine Tribus der Hörnchen, die drei Gattungen umfasst:
- Atlashörnchen (Atlantoxerus)
- Afrikanische Borstenhörnchen (Xerus)
- Zieselmäuse (Spermophilopsis)

Die namengebende Besonderheit ist ihre Behaarung, die starr und borstig ist; zwischen den Haaren scheint manchmal die nackte Haut durch. Es sind vorwiegend erdbewohnende Arten, die der Unterfamilie der Erdhörnchen zugeordnet werden.
Eine nahe Verwandtschaft mit den Protoxerini, die zwischenzeitlich verworfen wurde, gilt heute wieder als wahrscheinlich, obwohl die Borstenhörnchen mehr ursprüngliche Merkmale als andere Tribus aufweisen. Die lange angezweifelte Zugehörigkeit der Zieselmaus zu dieser Tribus wird durch genetische Analysen unterstützt, ebenso die Monophylie der Gruppe.